# Notte blu
La Notte blu (Nuit bleue termine usato prevalentemente in lingua francese) è una serie di attentati, spesso dinamitardi, realizzati in un lasso di tempo relativamente breve, come una notte.
Venne usata la prima volta a proposito degli attentati dell'organizzazione armata indipendentista EOKA, con riferimento al logo dell'organizzazione, che era appunto blu, il 31 marzo 1955.
La definizione fu ripresa in occasione degli attentati organizzati dall'Organisation armée secrète durante la guerra di Algeria: 25 attentati il 16 agosto 1961; 9 attentati a Parigi nella notte fra il 24 e 25 gennaio 1962.
In seguito, sempre in caso di attentati organizzati in serie, la stampa francese ha usato anche altre definizioni, come «Notte bianca» o «Notte rossa».